# Salsola hottentottica
Salsola hottentottica är en amarantväxtart som beskrevs av Viktor Petrovitj Botjantsev. Salsola hottentottica ingår i släktet sodaörter, och familjen amarantväxter. Inga underarter finns listade i Catalogue of Life.